# Lucelle (Haut-Rhin)
Lucelle település Franciaországban, Haut-Rhin megyében. Lakosainak száma 31 fő (2022. január 1.). Lucelle Kiffis, Ligsdorf, Oberlarg és Winkel községekkel határos.

## Népesség
A település népességének változása:
| Lakosok száma | 38   | 35   | 34   | 34   | 33   | 33   | 32   | 31   |
|               | 2013 | 2015 | 2017 | 2018 | 2019 | 2020 | 2021 | 2022 |